# 와일드보이즈
와일드보이즈(Wildboyz)는 MTV에서 2003년 10월 6일부터 2006년 2월 24일까지 방영된 잭애스의 스핀 오프 작품이다.